# Yrjö Valkama (militär)

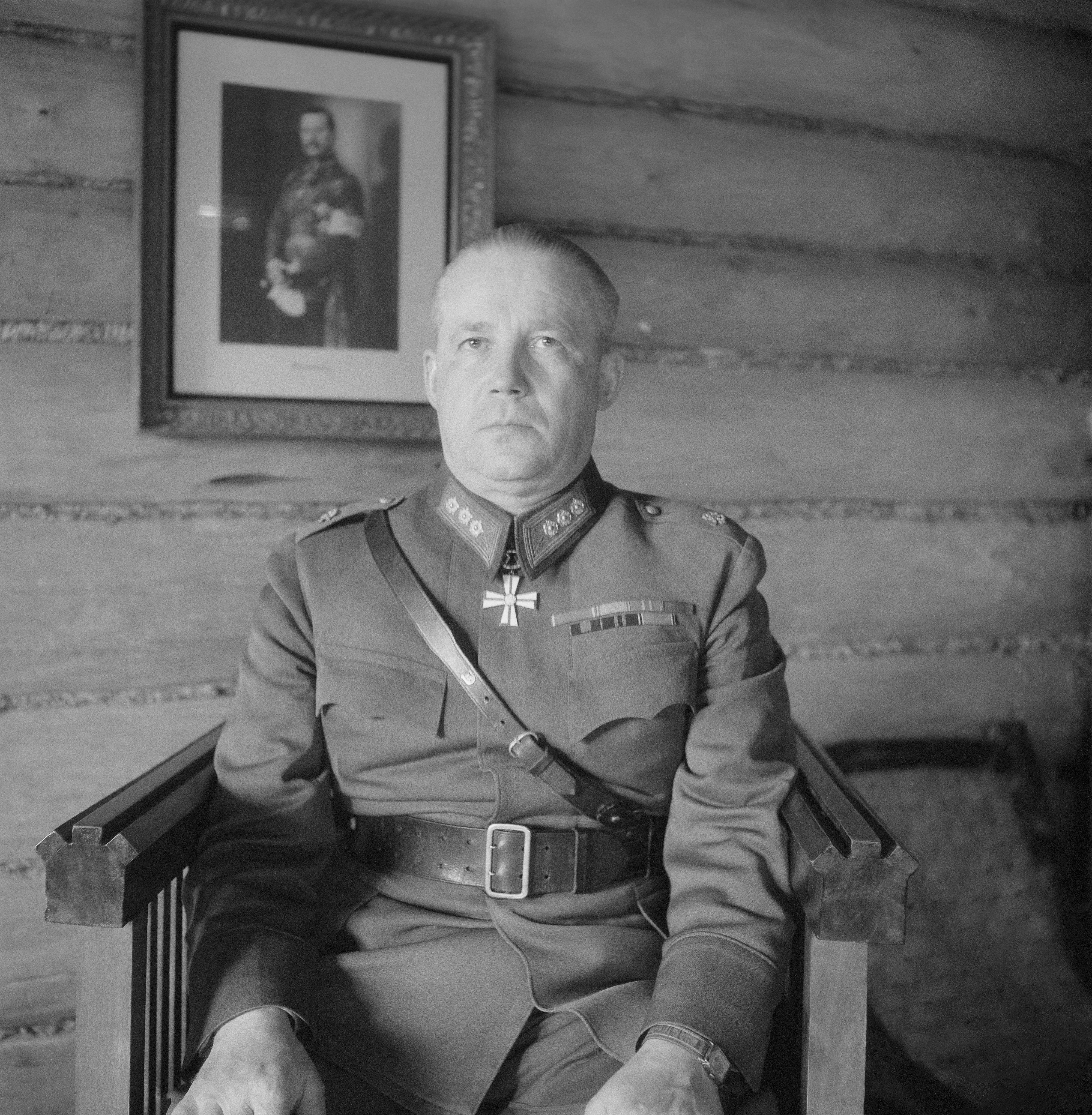
Yrjö Valkama.

Yrjö Armas Valkama (till 1906 Flaming), född den 5 juni 1894 i Helsingfors, död där den 3 mars 1975, var en finländsk militär.
Valkama avlade studentexamen 1914 och genomgick därefter Kadettskolan, som han lämnade 1920. Han genomförde talrika studieresor i Europa och Amerika. Valkama blev fänrik 1920, löjtnant samma år och kapten 1924. Han var kompaniofficer 1920–1923, generalstabsofficer 1923–1927 och kompanichef 1927–1929. Efter att ha genomgått Krigshögskolan 1931 blev Valkama åter generalstabsofficer 1932 och major samma år. Han var byråchef vid generalstaben och försvarsministeriet 1931–1939 samt bataljons- och regementskommendör i vinterkriget 1939–1940. Valkama befordrades till överstelöjtnant 1940, till överste 1942 och till generalmajor 1950. Han var regementskommendör och armékårsstabschef i fortsättningskriget 1941–1944, regementskommendör och avdelningschef vid huvudstaben 1944–1945 samt chef för Lantkrigsskolan 1945–1950. Valkama var adjungerad generalsekreterare och chef för bysektionen vid olympiska organisationskommittén 1939 samt direktör vid olympiska organisationskommittén 1950–1952. Han var ombudsman inom industrin 1953–1965. Valkama var styrelsemedlem i Officersförbundet 1926–1936, sekreterare där 1931–1940, viceordförande vid Finlands soldathemsförbund 1945–1947, vid Försvarsväsendets änke- och pupillkassa 1932–1947 och i Finlands gymnastik- och idrottsförbund 1946–1961. Han var ordförande i Helsingin Uimarit 1926–1927, i Finska simförbundet 1946–1956, i Finlands olympiska kommitté och dess styrelse 1956–1961, i Nordiska simförbundet 1955–1960 samt överledare för den finländska truppen vid olympiska sommarspelen 1956 i Melbourne. Valkama erhöll sammanlagt 10 finländska mästerskap i olika sportgrenar. Han deltog som simhoppare i olympiska sommarspelen 1920 i Antwerpen, där han kom på femte plats.